# Eddie Shaw

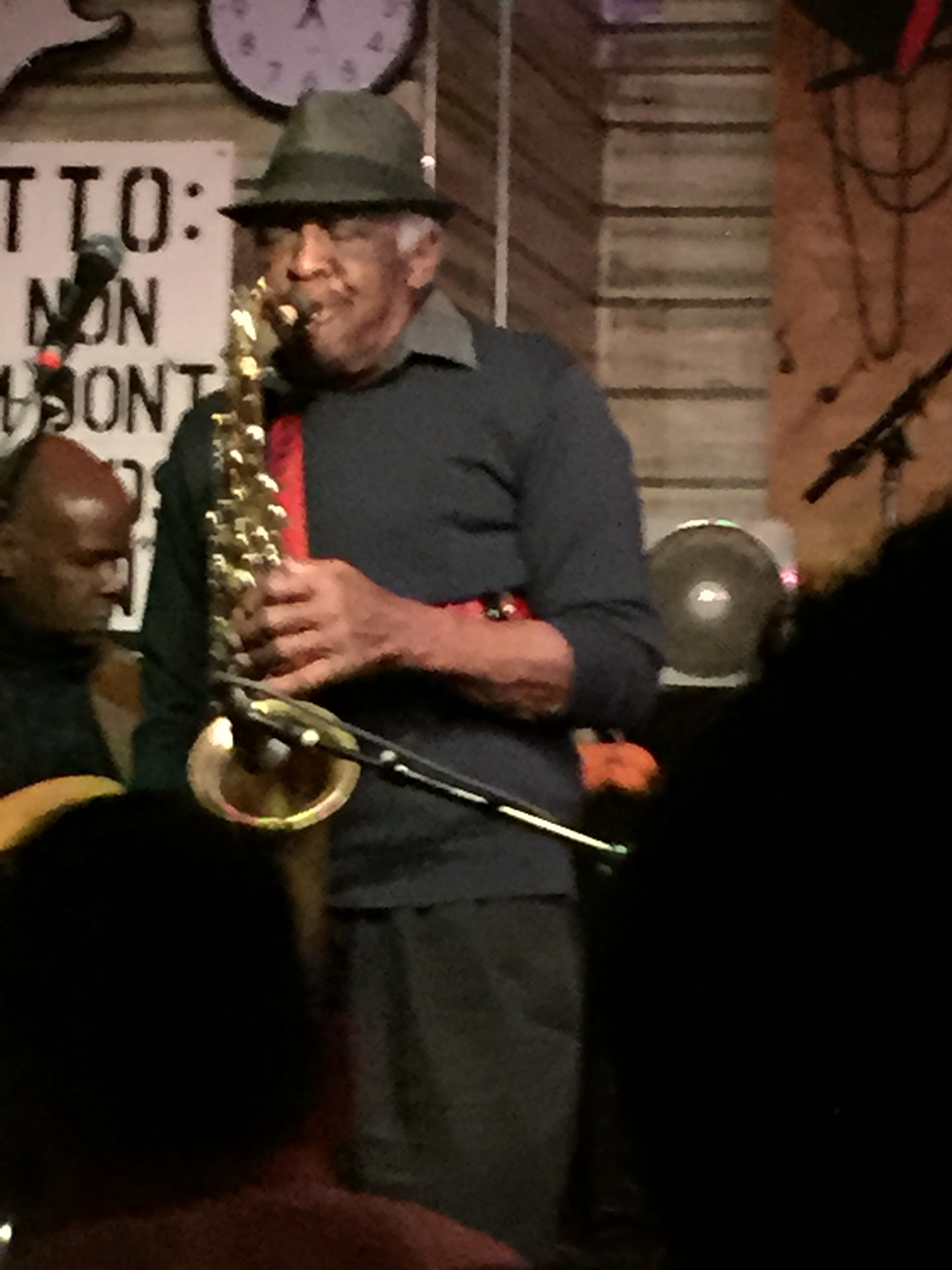
Eddie Shaw 2015

Eddie Shaw (* 20. März 1937 in Stringtown, Bolivar County, Mississippi; † 29. Januar 2018) war ein amerikanischer Blues- und Jazz-Saxophonist.

## Leben und Werk
Eddie Shaw wurde in Stringtown im amerikanischen Bundesstaat Mississippi geboren. Bereits als Teenager spielte er Tenorsaxophon mit verschiedenen Musikern, darunter Little Milton und Willie Love. Mit 14 Jahren spielte er bei einer Jamsession in Greenville mit der Band von Ike Turner. Bei einem Gig in Itta Bena, Mississippi, den er als 20-Jähriger spielte, wurde er von Muddy Waters eingeladen, in dessen Band in Chicago mitzuspielen.
Shaw wurde neben A.C. Reed einer der bekanntesten und gefragtesten Tenorsaxophonisten der Szene. 1972 stieg er bei Howlin’ Wolf als Bandleader in dessen Band, The Wolf Gang, und schrieb etwa die Hälfte der Songs auf dem Album The Back Door Wolf von 1973. Nach dem Tod von Howlin’ Wolf 1976 übernahm Shaw die Band und ihren Auftrittsort im 1815 Club, der in Eddie's Place umbenannt wurde. Er war Bandleader der Wolf Gang auf den Alben Living Chicago Blues Vol. 1 und Have Blues – Will Travel (1980) und nahm mit unterschiedlichen Musikern Alben für Isabel Records, Rooster Blues und Wolf Records auf.
In den späten 1970er Jahren startete Shaw seine Solo-Karriere, indem er 1978 in den Living Chicago Blues Anthologies (1978) der Alligator Records als Solist auftrat sowie seine eigenen Alben für Evidence und Rooster Blues sowie später CDs für Rooster Blues (In the Land of the Crossroads) und Wolf (Home Alone) aufnahm. Zudem wirkte er bei The London Howlin’ Wolf Sessions mit, bei denen er unter anderem Jams mit Eric Clapton, Bill Wyman und Ringo Starr spielte, ferner mit zahlreichen bekannten Bluesmusikern wie etwa Hound Dog Taylor, Freddie King, Otis Rush und Magic Sam (auf dessen Album Black Magic).
2013 wurde Eddie Shaw mit dem Blues Music Award in der Kategorie „Instrumentalist – Horn“ ausgezeichnet, im gleichen Jahr wurde er in die Blues Hall of Fame aufgenommen.

## Diskografie
- 1982: Movin’ and Groovin’ Man – Evidence
- 1986: King of the Road – Rooster Blues
- 1992: In the Land of the Crossroads – Rooster Blues
- 1994: Trail of Tears – Wolf
- 1995: Home Alone – Wolf
- 1996: The Blues Is Nothing But Good News! – Wolf
- 1997: Can’t Stop Now – Delmark
- 1999: Too Many Highways – Wolf (aufgenommen 1996)
- 2005: Give Me Time – Wolf[5]
- 2012 – Still Riding High – Eddie Shaw and the 757 Allstars